# Gert van Walle
Gert van Walle (Ekeren, 7 agosto 1987) è un pallavolista belga.
Gioca nel ruolo di schiacciatore.

## Carriera
Gert van Walle comincia la sua carriera pallavolistica nella squadra del Eisden Maasmechelen, nel 2005, militante nella Volleyliga belga; nella stagione 2007-08 passa al Maaseik, con il quale resta per tre annate, vincendo due scudetti e tre Coppe del Belgio consecutive.
Nella stagione 2010-11, viene ingaggiato dalla squadra italiana dell'Associazione Sportiva Volley Lube di Macerata, dove resta per due stagioni, vincendo la quale vince la Challange Cup e, nella stagione successiva, lo scudetto.
Nella stagione 2012-13 passa alla Pallavolo Città di Castello, in Serie A2, conquistando la promozione in Serie A1; con la nazionale vince la medaglia d'oro all'European League 2013. Nella stagione 2014-15 va a giocare nella Ligue A francese col Beauvais Oise Université Club, dove resta per due annate.
Nella stagione 2016-17 si accasa al neopromosso GKS GieKSa Katowice, in Polska Liga Siatkówki, mentre nell'annata successiva ritorna in patria nell'Aalst, prima di trasferirsi nell'Efeler Ligi turca per disputare il campionato 2018-19 con il İnegöl, da cui tuttavia si separa dopo pochi mesi, nel novembre 2018.

## Palmarès

### Club
- Campionato belga: 2

2007-08, 2008-09
- Campionato italiano: 1

2011-12
- Coppa del Belgio: 3

2007-08, 2008-09, 2009-10
- Challenge Cup: 1

2010-11

### Nazionale (competizioni minori)
- European League 2013